# 濂溪街道
濂溪街道，是中华人民共和国湖南省永州市道县下辖的一个乡镇级行政单位。

## 行政区划
濂溪街道下辖以下地区：
濂溪社区、寇公楼社区、东阳社区、良田社区和荷叶塘社区。